# True Impostors
True Impostors, True Imposters (дословно рус. истинные самозванцы) — программная техника (методика) в трёхмерной компьютерной графике, которая предназначена для оптимизации рендеринга трёхмерных сцен путём уменьшения их геометрической сложности. Применяется в компьютерных играх и других приложениях преимущественно реального времени.

## Описание
«True Impostors» является эффективным методом для добавления большого количества простых геометрических моделей к любой сцены без рендеринга большого количества полигонов. «True Impostors» использует современное аппаратное затенение для выполнения процедуры рейкастинга в объёмах с определёнными текстурами.
С помощью этого метода несколько уровней глубины, представляющие поверхностные данные без значений высоты (англ. non-height-field surface data), ассоциированы с четырёхугольниками.
Как и традиционный метод «Impostors», «True Impostors» вращает четырёхугольник вокруг своего центра, таким образом он всегда «смотрит» на камеру. В отличие от традиционной методики «Impostors», которая отображает статическую текстуру, методика «True Impostors» использует пиксельный шейдер для трассировки видового луча (методом рейкастинга), который проходит через четырёхугольник в пространстве с текстурными координатами и пересекается с трёхмерной моделью; таким образом вычисляется цвет точки пересечения видового луча и модели.
«True Impostors» поддерживают самозатенение для трёхмерных моделей, отражения, преломления, и являются эффективным методом для определения расстояний в пространстве.
«True Impostors» активно используются в бенчмарке 3DMark Vantage от финской компании Futuremark, во втором тесте под названием «New Calico».

## Внешние ссылки
- Eric Risser University of Central Florida. Chapter 21. True Impostors (англ.). GPU Gems 3. Дата обращения: 14 декабря 2009. Архивировано 12 апреля 2012 года.
- Eric Risser. True Imposters (англ.). ericrisser.com. Дата обращения: 14 декабря 2009. Архивировано 12 апреля 2012 года.
- Просто об импостерах. Intel Software Network (3 февраля 2009). Дата обращения: 21 марта 2010. Архивировано 12 апреля 2012 года.